# Красные луга
«Кра́сные луга́» (дат. De røde Enge, англ. The Red Meadows — в международном прокате) — чёрно-белый драматический фильм 1945 года датских режиссёров Бодил Ипсен и Лау Лауритцена-младшего. Призёр Каннского кинофестиваля 1946 года. Фильм был снят за несколько месяцев, сразу после окончания Второй мировой войны, и получил прекрасные отзывы от современников.

## Сюжет
Вторая мировая война, Дания, оккупированная нацистами. Молодой партизан Михаэль (играет Пол Рейхардт) находится в Гестапо, ожидая своей казни. Зрителю показаны его воспоминания о том, что предшествовало его плену…
На лугу где-то в Ютландии Михаэль с товарищами ждёт выброски оружия и взрывчатки с английских самолётов для борьбы с фашистами. Внезапно появляются немецкие солдаты. Отстреливаясь, Михаэлю удаётся уйти. На просёлочной дороге он останавливает машину с немецким офицером (играет Арне Хершхольд), убивает его и переодевается в его форму. Таким образом, ему удаётся достичь Копенгагена и найти там свою девушку Руфь (играет Лизабет Мовин).
Тем временем командир группы, Тото (играет Лау Лауритцен-младший), ждёт Михаэля: у партизанов на очереди взрыв оружейной фабрики. Тото приходит информация, что в их группе появился «крот», поэтому акция откладывается.
Но вскоре после возвращения Михаэля операция начинается, и партизаны попадают в засаду; Михаэль ранен, но успевает взорвать фабрику прежде, чем попасть в плен.
Снова в тюрьме: Михаэлю сочувствует один из охранников, Стейнц (играет Пер Бучхой), он пытается облегчить участь арестанта мелкими радостями жизни, но не в силах предотвратить пытки и казнь. Михаэля пытают, но он стойко переносит му́ку. В тюрьме он узнаёт, кто доносчик, и через Стейнца передаёт информацию на волю: это — Приккен (играет Пребен Неергаард).
Наступает день казни. Стейнц, конвоирующий Михаэля, рассказывает ему, что на днях при бомбардировке погибла вся его семья. Михаэль предлагает Стейнцу бежать вместе, но тот вместо этого решает покончить с собой прямо в машине конвоя. В результате этого происшествия Михаэлю удаётся сбежать и связаться с Тото.
В конце фильма Михаэль и Руфь сбегают в нейтральную Швецию, где могут передохнуть от ужасов войны.

## Награды и номинации
- Фильм получил «Золотую пальмовую ветвь» (Гран-При) на Каннском кинофестивале в 1946 году[4].

## Премьерный показ в разных странах[3]
- Дания — 26 декабря 1945
- Швеция — 18 мая 1946
- Франция — сентябрь 1946 (Каннский кинофестиваль); 26 февраля 1947 — широкий экран
- Финляндия — 29 ноября 1946
- США — 18 января 1950 (только в Нью-Йорке); 19 января 1950 — широкий экран
- Мексика — 27 июня 2002 (Синитека Насиональ)

Название фильма взято по фразе главной героине фильма, адресованной главному герою: «Если ты умрёшь, то всё бессмысленно. Я тогда перестану существовать. Луга перестанут быть для меня зелёными — они станут красными от твоей крови».